# Mantsopa
Mantsopa es un municipio local sudafricano situado en el distrito de Thabo Mofutsanyana, en la provincia de Estado Libre.

## Superficie
Mantsopa tiene una superficie de 4291 km².

## Demografía
En 2022, tenía 55 897 habitantes, una densidad poblacional de 13,03 hab./km², y 15 982 viviendas.